# Raoul Dautry
Raoul François Dautry (Montluçon, 16 september 1880 – Lourmarin, 21 augustus 1951) was een Frans ingenieur, spoorwegenontwikkelaar en minister. 

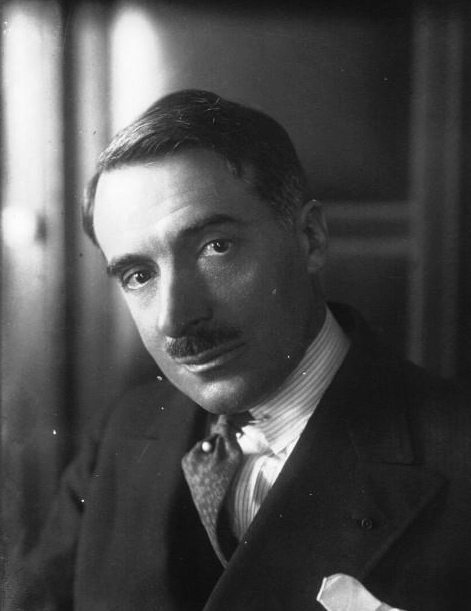

## Levensloop
Dautry was de zoon van Jean-Emile Dautry en Virginie Perrier. Hij trouwde in 1903 te Limoges met Lucie-Hélène Duc, met wie hij drie dochters kreeg.
Hij studeerde af aan de École polytechnique (promotie 1900) en doorliep vervolgens een nogal indrukwekkende carrière:
- 1902: ingenieur-districtshoofd voor het station Saint-Denis (Compagnie du Nord),
- 1914: wordt gecrediteerd met de uitvinding van een systeem van circulatie dat aan de Franse troepen toelaat tijdig ter plekke te zijn voor de Slag aan de Marne.
- 1917: ingenieur bij de spoorwegdiensten voor onderzoek en voor vast materieel
- 1918: hoofdingenieur voor de spoorlijnen bij Compagnie du Nord
- 1919: adjunct-hoofdingenieur voor de onderhoud van de spoorlijnen. Wordt lid van de raad van bestuur  van de Société d'équipement des voies ferrées.
- 1921: hoofdingenieur voor de onderhoud van de spoorlijnen in Noord-Frankrijk
- 1923: bestuurder van de Société d'études générales, urbaines et sociales en van de Régie immobilière de la ville de Paris.
- 1928: directeur-generaal van de spoorwegen van de staat in West-Frankrijk, tot aan de oprichting van de SNCF. Hij neemt initiatieven voor het bouwen van sociale woonwijken voor spoorwegbeambten.
- 1931: door de regering aangesteld als voorzitter van het organisme voor de reorganisatie van de Compagnie générale transatlantique en van de Compagnie aéropostale.
- 1934: regeringsraadgever bij het kabinet van Gaston Doumergue, en voorzitter van de Conferentie van directeurs van de grote spoorwegmaatschappijen.
- 1937: hij aarzelt om het voorzitterschap op zich te nemen van de pas opgerichte SNCF. Hij wordt bestuurder van de SNCF en van de Société générale des chemins de fer économiques. Hij zit de groep voor die de tunnel onder het Kanaal bestudeert.
- 1938: voorzitter van de Compagnie générale d'électrométallurgie, bestuurder van de Compagnie parisienne de l'air comprimé, afgevaardigd bestuurder van de Compagnie générale d'électricité, ondervoorzitter van de Compagnie générale d'entreprises électriques, bestuurder van de Compagnie franco-polonaise des chemins de fer.
- 1939: ondervoorzitter van het Comité d'action économique et douanière, voorzitter van de Houillères de Ronchamps.
- 20 september 1939 tot 16 juni 1940: minister voor Bewapening in de kabinetten Édouard Daladier en Paul Reynaud. Hij neemt ontslag uit al zijn beheersfuncties en eist dat bij zijn departement het CNRS zou worden gevoegd. Hij neemt Jean Bichelonne als zijn kabinetschef. Op verzoek van Frédéric Joliot-Curie stuurt hij een zending naar Noorwegen die er het zwaar water weghaalt om het te onttrekken aan de Duitsers. Het wordt naar Parijs gebracht en op 16 juni 1940 naar Engeland geëvacueerd.
- Na 16 juni 1940 trekt hij zich terug in Lourmarin (Vaucluse) en herneemt activiteiten in enkele vennootschappen: Compagnie internationale des wagons-lits, Société générale des chemins de fer économiques, etc. In september 1944 zit hij het Secours social voor.
- 16 november 1944 tot 20 januari 1946, is hij minister van Wederopbouw en Stedenbouw in het derde en vierde kabinet de Gaulle.
- 1945: Hij wordt verkozen tot burgemeester van Lourmarin en blijft dit tot aan zijn dood.
- 1945: Samen met Frédéric Joliot-Curie en Pierre Auger bestudeert hij de oprichting van een nationaal atoomorganisme en op 3 januari 1946 wordt hij de eerste afgevaardigde bestuurder van het Commissariat à l'énergie atomique. Hij schaart er rond zich Irène en Frédéric Joliot-Curie, Francis Perrin, Pierre Auger en generaal Paul Dassault. Voor de inplanting van de gebouwen valt zijn keuze op Saclay. Na zijn dood zal generaal Pierre Guillaumat hem opvolgen.
- 8 april 1946, wordt hij verkozen tot lid van de Académie des sciences morales et politiques.

## Evaluatie
Dautry speelde een actieve rol bij heel wat belangrijke initiatieven:
- bij de oprichting van een nationaal spoorwegennet in vervanging van de gewestelijke maatschappijen
- bij de oprichting van een nationaal atoomagentschap
- als minister in moeilijke perioden
- als initiatiefnemer voor het weghalen van het zwaar water in Noorwegen.

Hij werd dan ook bij zijn overlijden geroemd als een model van een 'groot dienaar van het vaderland'.

## Eerbetoon
- Het plein voor de Gare Montparnasse in Parijs draagt de naam place Raoul-Dautry
- In Limoges is er een lycée Raoul-Dautry.
- Het Europacollege nam hem als patroon voor het academiejaar 1956-1957.